# Martyna Bunda
Martyna Bunda (ur. 8 marca 1975 w Gdańsku) – polska dziennikarka i pisarka.

## Życiorys
Wychowywała się w Kartuzach, gdzie ukończyła szkołę podstawową i liceum. Jest absolwentką szkoły muzycznej I stopnia w klasie gitary. Ukończyła studia z zakresu polityki społecznej na Uniwersytecie Warszawskim.
Od 2012 kierowniczka działu krajowego w tygodniku Polityka. Za debiutancką powieść Nieczułość (Wydawnictwo Literackie, Kraków 2017) otrzymała Nagrodę Literacką „Gryfia”, oraz Pomorską Nagrodę Literacką „Wiatr od Morza”, jak również nominację do Nagrody Literackiej „Nike” 2018 oraz do Nagrody Literackiej Gdynia 2018 w kategorii: proza. Dwukrotnie nominowana do nagrody Grand Press za teksty reporterskie. W 2020 nominowana do Nagrody Literackiej m.st. Warszawy za powieść Kot niebieski.
W marcu 2023 roku wydała powieść Podwilcze (Wydawnictwo Literackie). 